# Dasylirion serratifolium
Dasylirion serratifolium es una especie  de planta fanerógama de la familia Asparagaceae, anteriormente de las ruscáceas. Es nativa de México, donde se llama cucharilla junto a otras especies de su género.

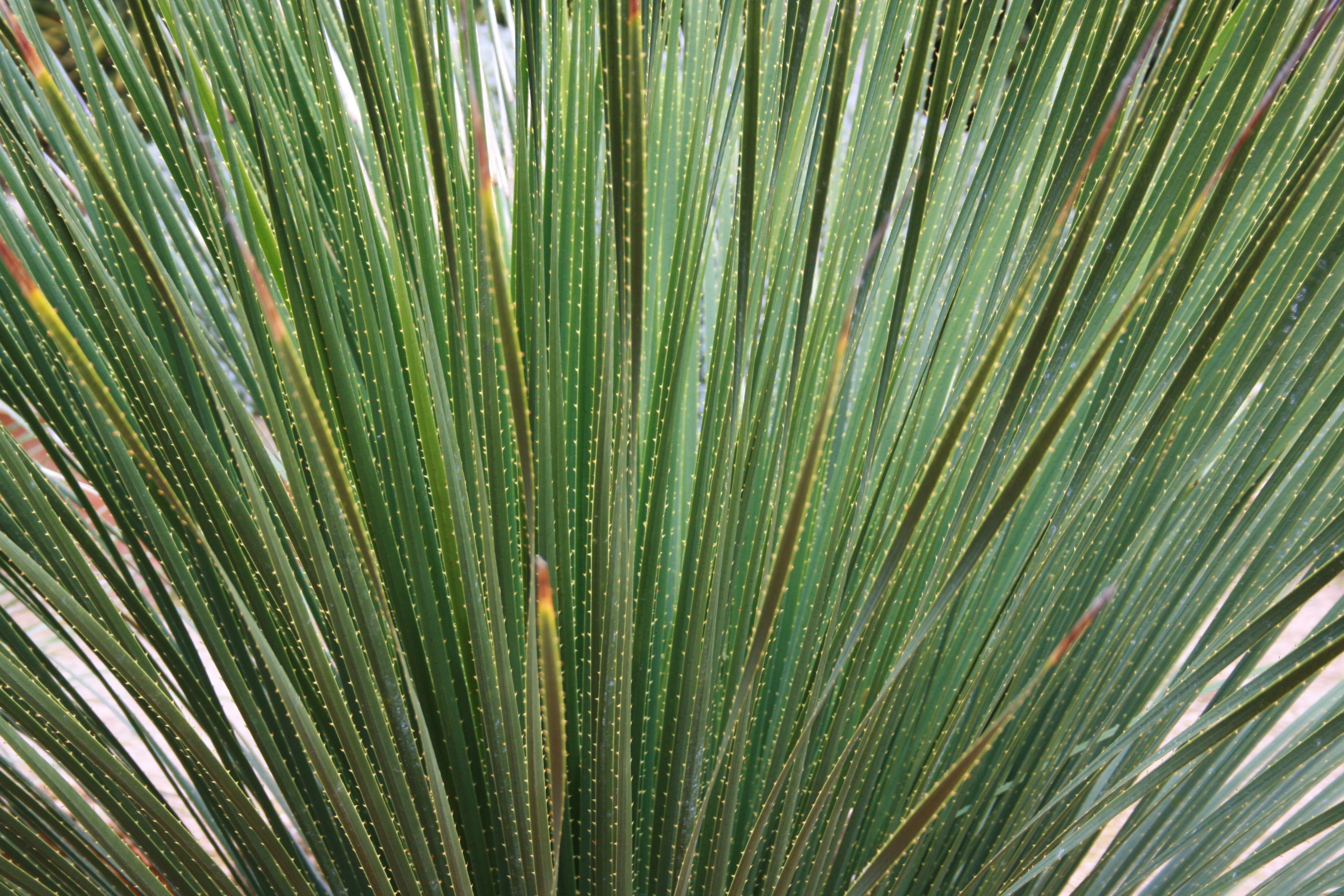
Detalle de las hojas

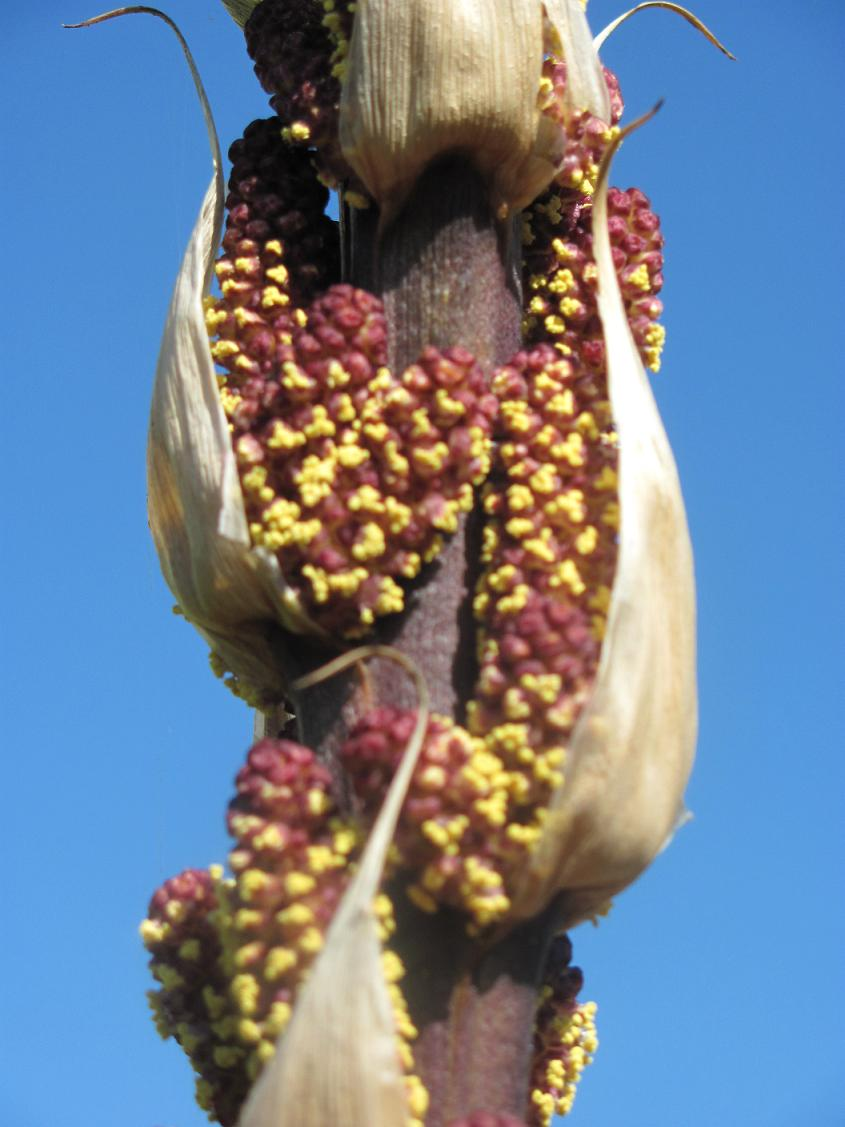
Detalle de la planta

## Descripción
Alcanza un tamaño de 100 a 200 cm de altura, a veces, ramificadas en la base. Las hojas de color azul áspera, a verdosa, serradas y de 50 a 110 cm de largo por 10 a 30 mm de ancho 30. Las espinas dispuestas irregularmente están dirigidas hacia arriba. La inflorescencia es paniculada, leñosa, estrecha, de color rojo a morado de 2 a 4 m de altura. Las numerosas flores son de color crema. El período de floración se extiende de junio a julio. Es fruto es una cápsula en forma de huevo que contienen una sola semilla.

## Distribución y sistemática
Dasylirion serratifolium está muy extendida en el sureño estado de Oaxaca en México, a altitudes de 1800 a 2350 metros. Crece en las regiones áridas de las laderas rocosas y entre arbustos en bosques asociados con Yucca periculosa, Agave salmiana y con especies de Nolina.

## Taxonomía
Dasylirion serratifolium fue descrita por (Karw. ex Schult. & Schult.f.) Zucc. y publicado en Allgemeine Gartenzeitung 6: 258, en el año 1838.
Etimología
Dasylirion: nombre genérico compuesto que deriva de la palabra griega: dasys para "rugosa" , "descuidada" y leirion de "lirio", que probablemente fue elegido debido a las hojas largas y desordenadas.
serratifolium: epíteto latino que significa "con hojas dentadas".
Sinonimia
- Dasylirion laxiflorum Baker
- Roulinia serratifolia (Karw. ex Schult. & Schult.f.) Brongn.
- Yucca serratifolia Karw. ex Schult. & Schult.f.[3]